# Pomezeu
Pomezeu est une commune roumaine du județ de Bihor, en Transylvanie, dans la région historique de la Crișana et dans la région de développement Nord-Ouest.

## Géographie
La commune de Pomezeu est située dans le sud-est du județ, au pied des Monts Pădurea Craiului, à 52 km au sud-est d'Oradea, le chef-lieu du județ.
La municipalité est composée des huit villages suivants, nom hongrois, (population en 2002) :
- Câmpani de Pomezeu, Nagypapmező (507) ;
- Coșdani, Kosgyán (690) ;
- Ilidiș, Hegyes (421) ;
- Lacu Sărăt (70) ;
- Pomezeu, Kispapmező (169), siège de la commune ;
- Sitani, Szitány (543) ;
- Spinus de Pomezeu, Tősfalva (283) ;
- Vălani de Pomezeu, Papmezővalány (678).

## Histoire
La première mention écrite du village de Pomezeu date de 1492 sous le nom hongrois de Papmezye.
La commune, qui appartenait au royaume de Hongrie, en a donc suivi l'histoire.
Après le compromis de 1867 entre Autrichiens et Hongrois de l'empire d'Autriche, la principauté de Transylvanie disparaît et, en 1876, le royaume de Hongrie est partagé en comitats. Pomezeu intègre le comitat de Bihar (Bihar vármegye).
À la fin de la Première Guerre mondiale, l'Empire austro-hongrois disparaît et la commune rejoint la Grande Roumanie au traité de Trianon.
En 1940, à la suite du deuxième arbitrage de Vienne, elle n'est pas annexée par la Hongrie et reste sous la souveraineté roumaine. 

## Politique
| Période                                  | Période  | Identité  | Étiquette | Qualité |
| ---------------------------------------- | -------- | --------- | --------- | ------- |
| Les données manquantes sont à compléter. |          |           |           |         |
| 2004                                     | En cours | Ioan Șora | PNL       |         |

| Parti | Parti                        | Sièges |
| ----- | ---------------------------- | ------ |
|       | Parti national libéral (PNL) | 8      |
|       | Parti social-démocrate (PSD) | 3      |

## Religions
En 2002, la composition religieuse de la commune était la suivante :
- Chrétiens orthodoxes, 81,10 % ;
- Pentecôtistes, 18,20 % ;
- Baptistes, 0,41 %.

## Démographie
En 1910, à l'époque austro-hongroise, la commune comptait 4 063 Roumains (96,95 %), 108 Hongrois (2,58 %) et 10 Allemands (0,24 %),.
En 1930, on dénombrait 4 291 Roumains (98,33 %), 36 Hongrois (0,82 %), 13 Juifs (0,30 %) et 22 Roms (0,50 %).
En 2002, la commune comptait 3 300 Roumains (98,18 %), 5 Hongrois (0,14 %) et 56 Roms (1,66 %). On comptait à cette date 1 005 ménages et 1 150 logements.
| 1880  | 1890  | 1900  | 1910  | 1920  | 1930  | 1941  | 1956  | 1966  |
| ----- | ----- | ----- | ----- | ----- | ----- | ----- | ----- | ----- |
| 3 073 | 3 402 | 3 760 | 4 191 | 4 135 | 4 364 | 4 860 | 4 883 | 4 599 |

| 1977  | 1992  | 2002  | 2007  | - | - | - | - | - |
| ----- | ----- | ----- | ----- | - | - | - | - | - |
| 4 507 | 3 830 | 3 361 | 3 176 | - | - | - | - | - |

## Économie
L'économie de la commune repose sur l'agriculture, l'exploitation des forêts et les carrières de pierre.

## Communications

### Routes
Pomezeu est située à une dizaine de kilomètres de la route nationale DN79 Oradea-Deva.

## Lieux et monuments

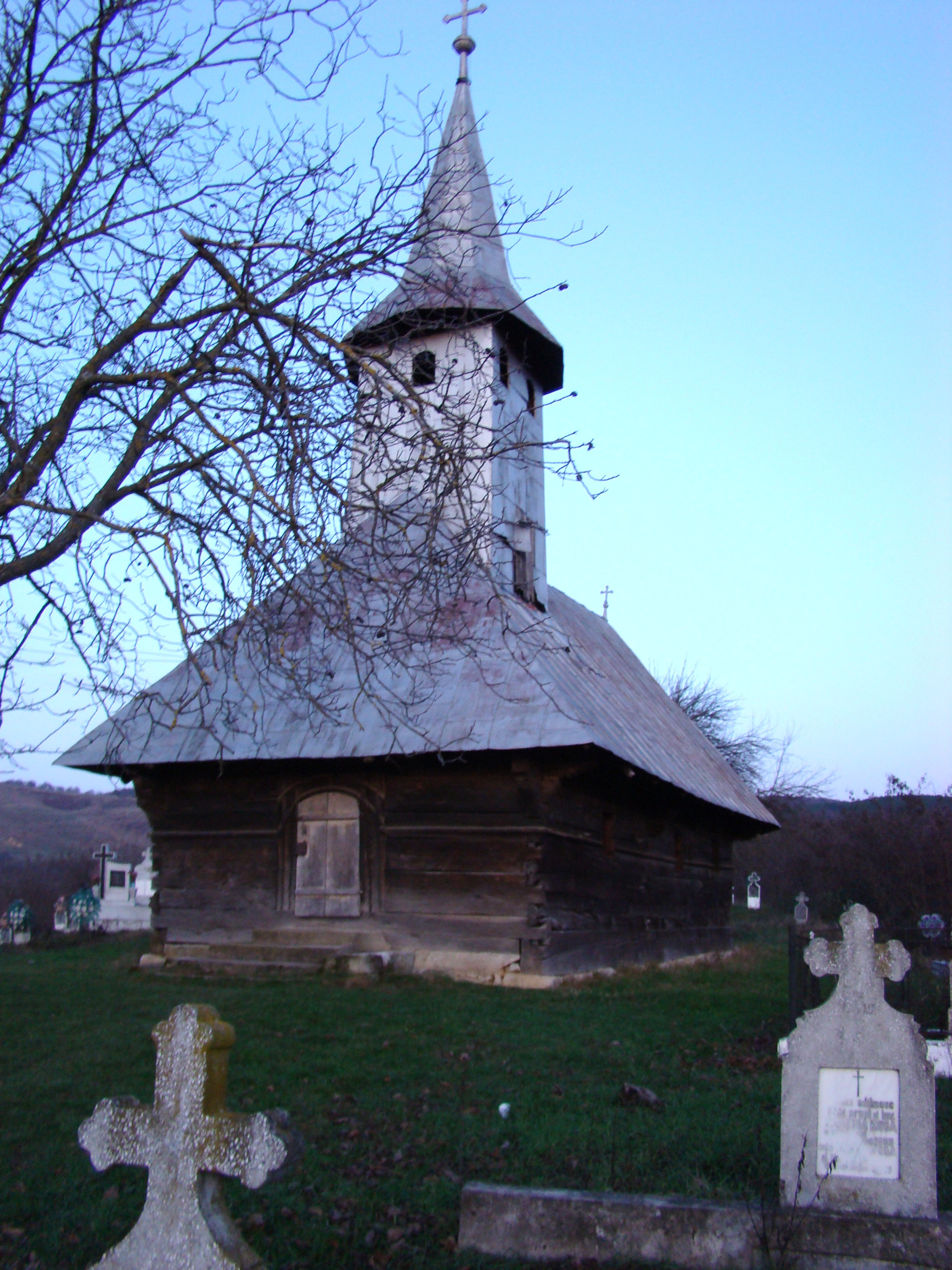
L'église Des Sts Archanges de Câmpani de Pomezeu

- Pomezeu, église orthodoxe datant de 1866[7]
- Câmpani de Pomezeu, église orthodoxe en bois des Sts Archanges datant du XVIIIe siècle, classée monument historique[7]
- Hidiș, église orthodoxe datant de 1834[7]
- Lacu Sărăt, église orthodoxe en bois ST Pantelimon, construite en 1996[7]
- Vălani de Pomezeu, église orthodoxe en bois St Nicolas, datant de 1730, classée monument historique[7]